# 铁鞭乡
铁鞭乡，是中华人民共和国四川省南充市南部县曾经下辖的一个乡。2019年10月，撤销保城乡和铁鞭乡，设立西水镇，以原保城乡和原铁鞭乡所属行政区域为西水镇的行政区域。

## 行政区划
铁鞭乡撤销前下辖以下地区：
宿亭村、红旗村、罗家村、复兴村、岳皇村、永丰村、安仁村、广福村和团结村。